# Compsulyx cochereaui
Compsulyx cochereaui is een vlinder uit de familie van de pijlstaarten (Sphingidae). De wetenschappelijke naam van de soort werd in 1971 gepubliceerd door Pierre Viette.